# Сьюдад-Дарио
Сьюда́д-Дари́о (исп. Ciudad Darío) — город и муниципалитет на северо-западе центральной части Никарагуа, на территории департамента Матагальпа.

## Географическое положение
Расположен в западной части департамента, в 90 км от столицы страны, города Манагуа. Абсолютная высота — 456 метров над уровнем моря.

## Население
По данным на 2013 год численность населения города составляет 24 434 человека.
Динамика численности населения города по годам:
| 1971 | 1995 | 2000   | 2005   | 2013   |
| ---- | ---- | ------ | ------ | ------ |
| 5708 | 9745 | 11 565 | 13 318 | 24 434 |

## Известные уроженцы
В 1867 году в городе, называвшемся тогда Метапа, родился известный латиноамериканский поэт Рубен Дарио. 20 февраля 1920 года в его честь город был переименован в Сьюдад-Дарио. В 1943 году дом где родился поэт был объявлен национальным музеем.